# Sékéré
Sékéré är en ort i Benin. Den ligger i den centrala delen av landet, 400 km norr om huvudstaden Porto-Novo. Sékéré ligger 356 meter över havet och antalet invånare är 14 314.
Terrängen runt Sékéré är platt. Det finns inga andra samhällen i närheten.
Omgivningarna runt Sékéré är huvudsakligen savann. Runt Sékéré är det ganska glesbefolkat, med 26 invånare per kvadratkilometer.